# Music for a Paranormal Life
Music for a Paranormal Life (M. F. A. P. L.) è il primo singolo della one man band tedesca Neuroticfish, pubblicato nel 1999 ed estratto dall'album No Instruments.

## Tracce
1. M. F. A. P. L. (Intelligent Tribal Frak Remix) - 5:20
2. M. F. A. P. L. (LP Version) - 4:21
3. All I Say - 4:52
4. Black Again - 2:30